# Parafia św. Błażeja w Summit Argo
Parafia św. Błażeja w Summit Argo (ang. St Blasé's Parish) – parafia rzymskokatolicka położona w Summit Argo w stanie Illinois, Stany Zjednoczone.
Jest ona wieloetniczną parafią w hrabstwie Cook, z mszą św. w j. polskim dla polskich imigrantów.
Parafia została poświęcona św. Błażejowi z Sebasty.

## Szkoły
- Polska Szkoła Sobotnia